# إينيربراز
إينيربراز (بالألمانية: Innerbraz) هي بلدية في منطقة بلودنز في ولاية فورارلبرغ النمساوية.